# (12400) Katumaru
(12400) Katumaru es un asteroide perteneciente al cinturón de asteroides descubierto por Tomimaru Ōkuni el 28 de julio de 1995 desde el Observatorio Astronómico Civil de Nanyo, Japón.

## Designación y nombre
Katumaru fue designado inicialmente como 1995 OA1.
Más tarde, en 2002, se nombró en honor de Katumaru Okuni, hermano menor del descubridor.

## Características orbitales
Katumaru orbita a una distancia media de 2,343 ua del Sol, pudiendo alejarse hasta 2,739 ua y acercarse hasta 1,947 ua. Tiene una excentricidad de 0,1689 y una inclinación orbital de 5,836 grados. Emplea en completar una órbita alrededor del Sol 1310 días. El movimiento de Katumaru sobre el fondo estelar es de 0,2748 grados por día.

## Características físicas
La magnitud absoluta de Katumaru es 14,4 y el periodo de rotación de 2,61 horas.